# 南谷真鈴

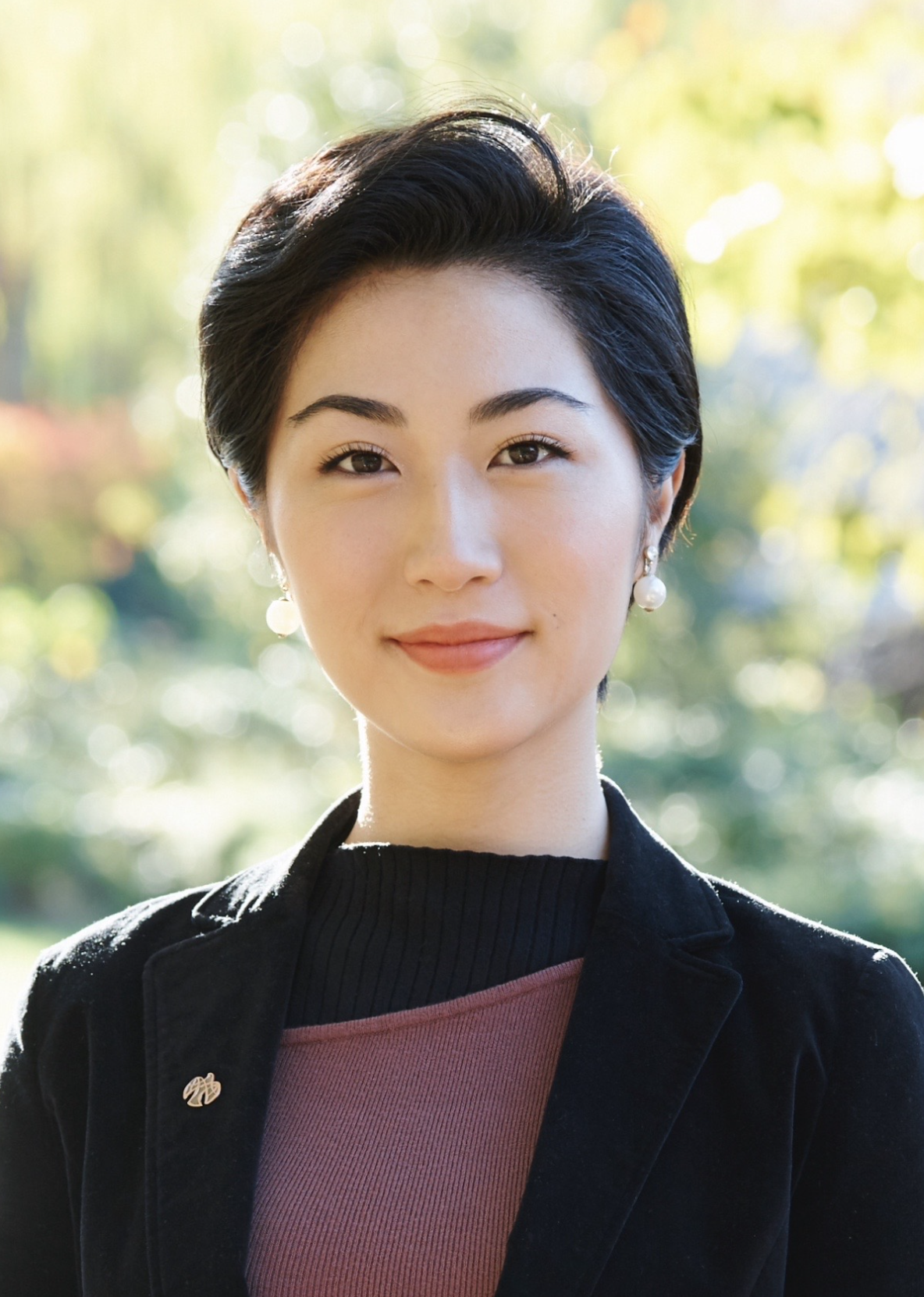
南谷真鈴

南谷 真鈴（みなみや まりん、1996年12月20日 - ）は、日本の女性登山家・冒険家・環境活動家。七大陸最高峰日本人最年少登頂記録保持者。神奈川県川崎市出身。東京学芸大学附属国際中等教育学校卒業、早稲田大学政治経済学部を経てコロンビア大学へ転入し在学中。

## 経歴
神奈川県で生まれたが、父が貿易関係の仕事をしていたこともあり、1歳半でマレーシアに渡り、その後、大連、上海、香港とアジア各地を転々とした。幼い頃からバイオリン、ピアノ、ギター、マリンバ、ドラムを習い、部活もバレー、陸上、乗馬を同時にやっていた。香港に住んでいた13歳の時に学校行事で初めて山に登る機会があり、そこから山に本格的に興味を持ち、エベレストを目指すようになった。17歳の時に両親が離婚。香港の高校を日本より半年早く卒業しニューヨークのコロンビア大学に進学する予定だったが、家庭の事情などで高校3年の春に日本の高校に編入。
エベレストに登りたいと父に言ったところ、「いいんじゃない。でも資金面でのサポートはしない。自分でやりなさい」と言われ、20歳までに登れば日本人最年少記録を更新できることをPRすれば資金を集められるのではないかと考え毎日のように企業やマスコミにメールを送りスポンサーを探した。すぐに話を聞いてくれたのがフランスのアウトドア用品メーカーミレーで、「ぜひ応援したい」と登山グッズの提供を受けた。その後東京新聞と読売新聞が取材してくれることになり、特に東京新聞では2014年12月16日の夕刊1面で「エベレストへ女子高生挑む 国内最年少目標」と大きく取り上げられ、記事を読んだ高齢女性から「登山が好きだったが私は歳で登れない。自分の夢を託したい」と100万円の寄付を受けた。それから次第にスポンサーがつき、早稲田大学OBである柳井正が代表取締役を務めるユニクロからスポンサードを受けるようになった。トレーニングのため通ったジムでは格闘家のニコラス・ペタスの指導を受けていた。
2015年1月に南米最高峰アコンカグアを皮切りに各大陸最高峰を次々と登頂。2015年3月には長野・八ヶ岳連峰の阿弥陀岳を下山中に250mの滑落事故に遭い、奇跡的に無傷で済んだが、その日は標高2000m付近で雪に穴を掘って一晩過ごし翌日にヘリで救助された。
2015年4月、早稲田大学政治経済学部入学。2015年10月にマナスルの登頂に成功し、日本人最年少の8000m峰登頂と女性世界最年少の同山登頂を達成。2016年1月には南極点に到達。2016年5月23日にエベレストに登頂し日本人最年少記録を更新。2016年7月4日に北米最高峰デナリの登頂に成功し、七大陸最高峰制覇を達成した。一番つらかったのが最後のデナリへの登頂の時で、山頂にアタックする日、晴天の予報だったにもかかわらず突然風速60mの大嵐に見舞われ9日間テントで必死で耐え、SNSに最期の言葉も投稿し死も覚悟したという。
2017年4月13日に北極点に到達し、「探検家グランドスラム」（七大陸最高峰・北極点・南極点到達）を世界最年少の20歳112日で達成した。
2019年、ミス日本特別賞（和田静郎特別顕彰）に選出された。同年9月、ヘアドネーションのため伸ばしていた髪の毛を切り寄付した。
2021年より、アメリカ合衆国・コロンビア大学に転入留学しており、コンピューターサイエンスと哲学を学ぶ。

## 登山・冒険歴
- 2015年1月 - アコンカグア登頂
  - 7月 - キリマンジャロ登頂
  - 8月 - モンブラン登頂
  - 10月 - マナスル登頂
  - 12月 - コジオスコ登頂
  - 12月 - ヴィンソン・マシフ登頂
- 2016年1月 - 南極点到達
  - 2月 - カルステンツ・ピラミッド登頂
  - 3月 - エルブルス登頂
  - 5月 - エベレスト登頂 （日本人最年少）
  - 7月 - デナリ登頂
- 2017年4月 - 北極点到達

## 受賞
- 2016年 全国山の日協議会「山の日アンバサダー」
- 2016年 エイボン女性年度賞ソーシャル・イノベーション賞
- 2017年 VOGUE JAPAN Women of the Year
- 2018年 早稲田大学総長賞
- 2018年 Forbes JAPAN「30 UNDER 30（世界を変える日本の30歳未満の30人）」
- 2019年 ミス日本特別賞
- 2019年 Newsweek日本版「世界が尊敬する日本人100」
- 2019年 ブルガリ アウローラ アワード

## 著書
- 「南谷真鈴 冒険の書」（2016年、山と溪谷社）
- 「自分を超え続ける」（2017年、ダイヤモンド社）

## 出演

### CM
- ポッカサッポロフード&ビバレッジ「キレートレモン ダブルレモン」（2020年）[16]